# Lansing (Iowa)
Lansing és una població dels Estats Units a l'estat d'Iowa. Segons el cens del 2000 tenia 1.012 habitants.

## Demografia
Segons el cens del 2000, Lansing tenia 1.012 habitants, 441 habitatges, i 258 famílies. La densitat de població era de 361,8 habitants/km².
Dels 441 habitatges en un 22,9% hi vivien nens de menys de 18 anys, en un 48,1% hi vivien parelles casades, en un 7,9% dones solteres, i en un 41,3% no eren unitats familiars. En el 37,4% dels habitatges hi vivien persones soles el 19,5% de les quals corresponia a persones de 65 anys o més que vivien soles. El nombre mitjà de persones vivint en cada habitatge era de 2,17 i el nombre mitjà de persones que vivien en cada família era de 2,87.
Per edats la població es repartia de la següent manera: un 20,7% tenia menys de 18 anys, un 5,6% entre 18 i 24, un 21,9% entre 25 i 44, un 24,5% de 45 a 60 i un 27,3% 65 anys o més.
L'edat mediana era de 46 anys. Per cada 100 dones de 18 o més anys hi havia 86,7 homes.
La renda mediana per habitatge era de 29.482 $ i la renda mediana per família de 34.519 $. Els homes tenien una renda mediana de 26.510 $ mentre que les dones 17.596 $. La renda per capita de la població era de 17.372 $. Entorn del 4,2% de les famílies i el 6,8% de la població estaven per davall del llindar de pobresa.

## Poblacions més properes
El següent diagrama mostra les poblacions més properes.

## Fills il·lustres
- Edwin Gerhard Krebs (1918 - 2009) bioquímic, Premi Nobel de Medicina o Fisiologia de l'any 1992.